# Unterseeboot 438
L'Unterseeboot 438 ou U-438 est un U-Boot type VIIC utilisé par la Kriegsmarine pendant la Seconde Guerre mondiale.
Il est commandé le 16 octobre 1939 à Dantzig (Schichau-Werke), sa quille posée le 25 avril 1940, il est lancé le 6 septembre 1941 et mis en service le 22 novembre 1941, sous le commandement du Kapitänleutnant Rudolf Franzius.
Le sous-marin est connu pour sa décoration de proue : une gueule de requin. Il porte les armes de la ville qui le parraine (Patenschaftsprogramm) : Berlin. L'insigne présente le célèbre ours noir dressé dans un écu blanc, surmonté des murailles de la cité. L'ensemble donne l'impression optique que l'ours n'est pas centré sur l'emblème. Le sous-marin est baptisé U-438 Berlin par son équipage.
Il est coulé à l'ouest du Canada en mai 1943.

## Conception
Unterseeboot type VII, l'U-438 avait un déplacement de 769 tonnes en surface et 871 tonnes en plongée. Il avait une longueur totale de 67,10 m, un maître-bau de 6,20 m, une hauteur de 9,60 m, et un tirant d'eau de 4,74 m. Le sous-marin était propulsé par deux hélices de 1,23 m, deux moteurs diesel Germaniawerft M6V 40/46 de 6 cylindres en ligne de 1400 cv à 470 tr/min, produisant un total de 2 060 à 2 350 kW en surface et de deux moteurs électriques AEG GU 460/8-276 de 375 cv à 295 tr/min, produisant un total 550 kW, en plongée. Le sous-marin avait une vitesse en surface de 17,7 nœuds (32,8 km/h) et une vitesse de 7,6 nœuds (14,1 km/h) en plongée. Immergé, il avait un rayon d'action de 80 milles marins (150 km) à 4 nœuds (7,4 km/h; 4,6 milles par heure), et pouvait atteindre une profondeur de 230 m. En surface son rayon d'action était de 8 500 milles nautiques (soit 15 700 km) à 10 nœuds (19 km/h).
L'U-438 était équipé de cinq tubes lance-torpilles de 53,3 cm (quatre montés à l'avant et un à l'arrière) et embarquait quatorze torpilles. Il était équipé d'un canon de 8,8 cm SK C/35 (220 coups) et d'un canon de 20 mm Flak C30 en affût antiaérien. Il pouvait transporter 26 mines Torpedomine A ou 39 mines Torpedomine B. Son équipage comprenait 4 officiers et 44 à 56 sous-mariniers.

## Historique
Après l'entraînement de son équipage et le parachèvement du bâtiment à Kiel, l'unité quitte le port à l'entame de sa première patrouille. Après avoir contourné les îles britanniques par le nord, le submersible file dans l'Atlantique Nord. Dans la soirée du 8 août l'équipage aperçoit trois navires à l'ouest des îles Féroé. Ils disparaissent dans le brouillard. Le commandant consigne qu'il s'agissait de navires neutres (suédois). Le lendemain, le submersible approche un convoi et repère l'U-660. Le matin suivant vers 7 h 30, l'équipage reçoit des relèvements goniométriques de l'U-660 qui identifie le convoi SC-94. Sur les lieux, Franzius plonge. Les sous-marins torpillent simultanément les navires et en coulent deux. Une corvette attaque l'U-438 sans lui causer de dommage. Il est attaqué par l'aviation britannique qui l'endommage ; plusieurs hommes d'équipage sont blessés.
Le 11 août, l'U-438 et dix U-Boote du groupe Lohs ratissent l'Atlantique attaquent un convoi le lendemain. Le 25 août, il coule le cargo norvégien du convoi ONS-122, le Trolla de 1 598 tonneaux. Les explosions des charges sous-marines lui occasionnent de sérieux dégâts. Une fuite dans le compartiment de proue entrave la conduite du sous-marin. Pendant le chemin du retour il est attaqué par un Whitley du 77e escadron de la RAF. Les bombes britanniques l'atteignent.
Son artillerie antiaérienne touche sérieusement le Whitley au cockpit, qui s'éloigne. L'U-256 est également touché, trente sous-mariniers rescapés sont transférés à bord de l'U-438. Les deux U-Boote rejoignent le port le 3 septembre. 

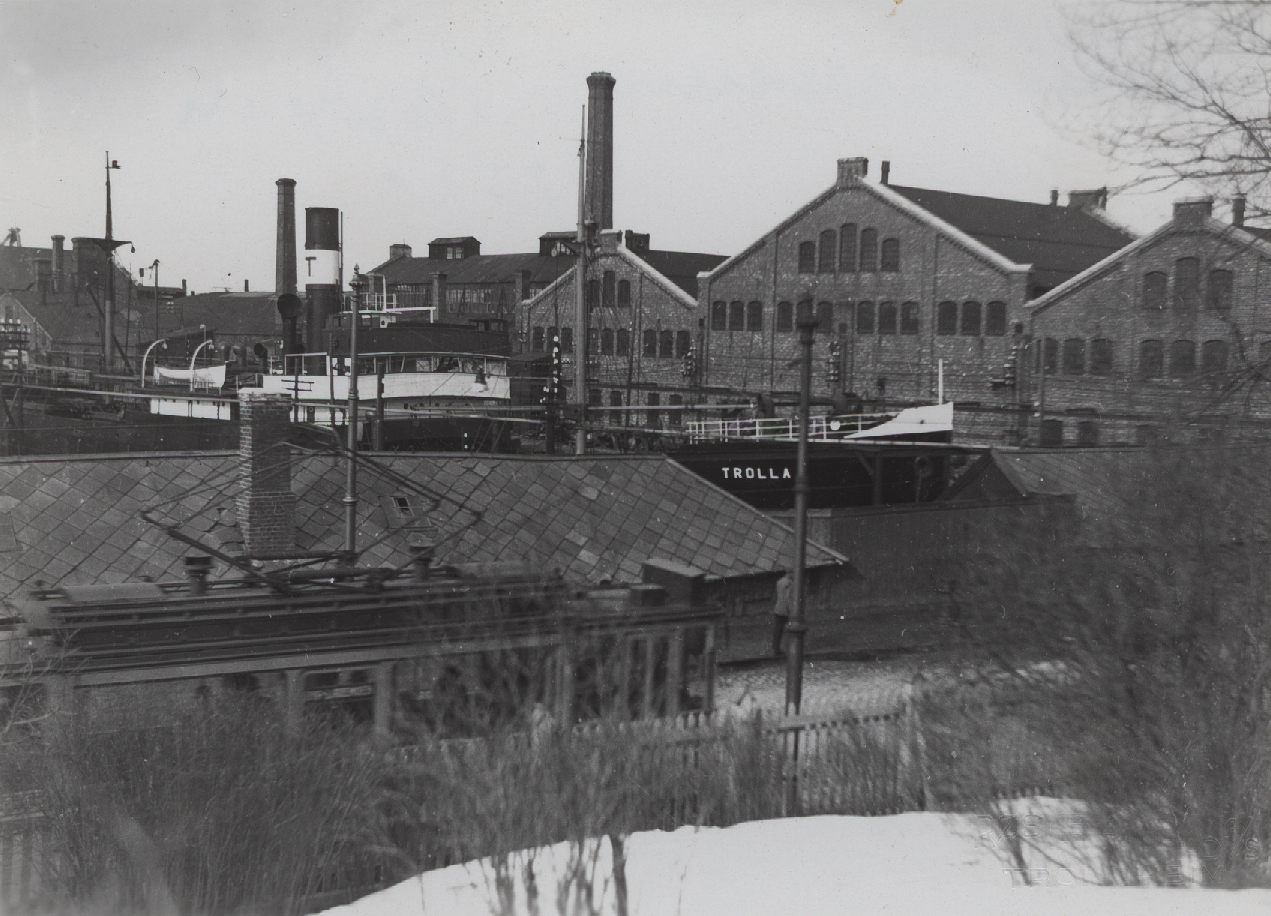
Le navire Trolla à Trondheim, en 1930.

Le 3 octobre, il quitte la base pour sa deuxième patrouille avec l'U-660. Une panne d'hydrophone le contraint à rebrousser chemin le même jour. Le 6 octobre, le sous-marin reprend la mer. Il participe au groupe de combat Veilchen avec dix autres U-Boote. L 'U-381 signale un convoi le 1er novembre à 16 h 57. Le convoi SC-107 relie Halifax à Belfast. L'U-Boot endommage un cargo britannique le 2 novembre, à 6 h 6 du matin, à environ 450 km à l'est de Belle-Isle. Ce cargo était déjà endommagé par l'U-522. Abandonné, il est envoyé par le fond deux heures plus tard par l'U-521. La moitié des 48 marins britanniques meurent dans ce naufrage.
L'U-438 retourne à Brest le 19 novembre après 45 jours en mer.
L'U-438 quitte Brest pour sa troisième patrouille le 31 décembre. Il participe à plusieurs attaques de convois en meutes, sans le moindre succès. Il est attaqué par un destroyer qui provoque de sérieux dommages. Une voie d'eau le contraint à rentrer à Brest le 16 février.
La troisième patrouille de l'U-438 est la dernière du Kapitänleutnant Franzius, remplacé par le Kapitänleutnant Heinsohn. À sa quatrième patrouille, une fuite de carburant le contraint à regagner Brest.
Il prend de nouveau le large le 31 mars, avec l'U-117. Il subit plusieurs attaques, notamment le 5 avril par un avion Vickers, abattu par sa Flak. Le 4 mai, dans le groupe « Fink » avec une vingtaine d'U-Boote, il est attaqué par un Catalina qui endommage ses accumulateurs. Le sous-marin traque le convoi ONS-5 la même journée. Plus de quarante sous-marins "loups gris" assaillent le convoi allié de nuit. Ils coulent six navires marchands.
À 2 h 47 le 6 mai, l'U-438 émet son dernier message radio, avant de disparaître au nord-ouest de Terre-Neuve à la position 52° 00′ N, 45° 10′ O, par des charges de profondeur lancées par le HMS Pelican.
Les 48 membres d'équipage meurent dans cette attaque.

## Affectations
- 8. Unterseebootsflottille du 22 novembre 1941 au 31 juillet 1942 (Période de formation).
- 9. Unterseebootsflottille du 1er août 1942 au 6 mai 1943 (Unité combattante).

## Commandement
- Kapitänleutnant Rudolf Franzius du 22 novembre 1941 au 29 mars 1943
- Korvettenkapitän Heinrich Heinsohn du 30 mars 1943 au 6 mai 1943.

## Patrouilles
|       | Commandant                | Départ           | Départ | Arrivée          | Arrivée | Jours     | Succès   |
| ----- | ------------------------- | ---------------- | ------ | ---------------- | ------- | --------- | -------- |
| 1     | Kptlt. Rudolf Franzius    | 1er août 1942    | Kiel   | 3 septembre 1942 | Brest   | 34 jours  | 12 045   |
| 2     | Kptlt. Rudolf Franzius    | 6 octobre 1942   | Brest  | 19 octobre 1942  | Brest   | 45 jours  | 5 496    |
| 3     | Kptlt. Rudolf Franzius    | 31 décembre 1942 | Brest  | 16 février 1943  | Brest   | 48 jours  |          |
| 4     | KrvKpt. Heinrich Heinsohn | 31 mars 1943     | Brest  | 6 mai 1943       | Coulé   | 37 jours  |          |
| Total | Total                     | Total            | Total  | Total            | Total   | 164 jours | 17 541 t |

Note : Kptlt. = Kapitänleutnant - KrvKpt. = Korvettenkapitän

### OpérationsWolfpack
L'U-438 prit part à dix Rudeltaktik (meutes de loup) durant sa carrière opérationnelle.
- Lohs (11-25 août 1942)
- Tümmler (6-9 octobre 1942)
- Panther (13-20 octobre 1942)
- Veilchen (20 octobre – 5 novembre 1942)
- Habicht (11-19 janvier 1943)
- Haudegen (19 janvier – 8 février 1943)
- Adler (11-13 avril 1943)
- Meise (13-22 avril 1943)
- Specht (22 avril – 4 mai 1943)
- Fink (4-6 mai 1943)

## Navires coulés
L'U-438 coula trois navires marchands totalisant 12 045 tonneaux et endommagea un navire de 5 496 tonneaux au cours des 4 patrouilles (164 jours en mer) qu'il effectua.
| Date            | Nom        | Nationalité | Tonnage | Fait      |
| --------------- | ---------- | ----------- | ------- | --------- |
| 10 août 1942    | Condylis   | Grèce       | 4 439   | Coulé     |
| 10 août 1942    | Oregon     | Royaume-Uni | 6 008   | Coulé     |
| 25 août 1942    | Trolla     | Norvège     | 1 598   | Coulé     |
| 2 novembre 1942 | Hartington | Royaume-Uni | 5 496   | Endommagé |